# Ports-sur-Vienne
Ports-sur-Vienne (bis 2020 Ports) ist eine französische Gemeinde mit 353 Einwohnern (Stand: 1. Januar 2022) im Département Indre-et-Loire in der Region Centre-Val de Loire. Sie gehört zum Kanton Sainte-Maure-de-Touraine im Arrondissement Chinon. Die Einwohner werden Portais genannt.

## Geografie
Ports-sur-Vienne liegt etwa 39 Kilometer südsüdwestlich von Tours an der Vienne, die die Gemeinde im Osten begrenzt. Umgeben wird Ports von den Nachbargemeinden Marcilly-sur-Vienne im Norden und Nordwesten, Nouâtre im Osten, Port-de-Piles im Südosten, Pussigny im Süden, Marigny-Marmande im Westen und Südwesten sowie Luzé im Westen.

## Bevölkerungsentwicklung
| Jahr                       | 1962 | 1968 | 1975 | 1982 | 1990 | 1999 | 2006 | 2018 |
| -------------------------- | ---- | ---- | ---- | ---- | ---- | ---- | ---- | ---- |
| Einwohner                  | 458  | 437  | 406  | 345  | 343  | 347  | 354  | 363  |
| Quellen: Cassini und INSEE |      |      |      |      |      |      |      |      |

## Sehenswürdigkeiten

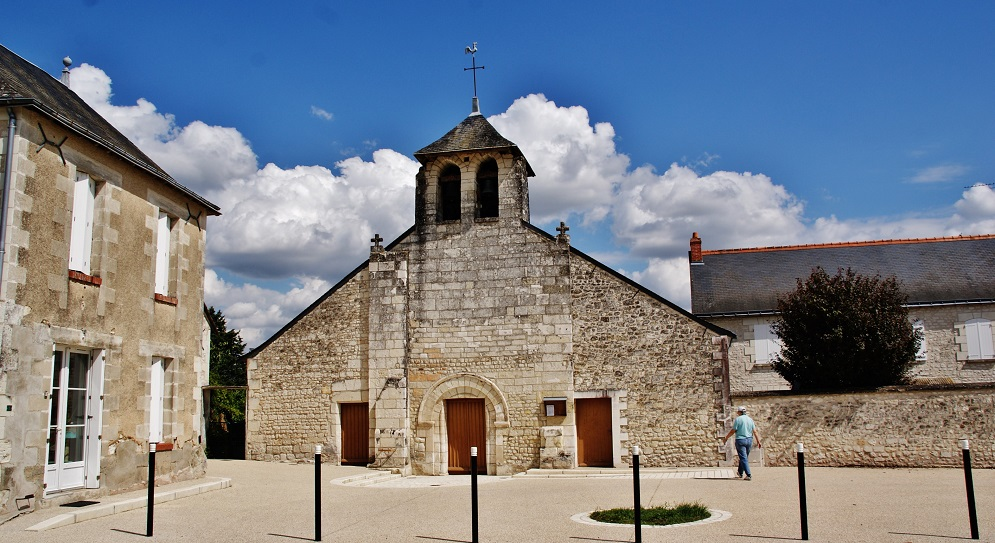
Kirche Saint-Martin

- Kirche Saint-Martin
- Kalkofen